# Thomas Taylour, 6. Marquess of Headfort
Thomas Geoffrey Charles Michael Taylour, 6. Marquess of Headfort (* 20. Januar 1932; † 21. Oktober 2005) war ein irisch-britischer Peer und Politiker.

## Leben
Er war der Sohn von Terence Taylour, 5. Marquess of Headfort und Elise Florence Tucker. Als dessen Heir apparent führte er seit 1943 den Höflichkeitstitel Earl of Bective.
Er wurde an der Stowe School in Buckinghamshire erzogen. Er leistete Militärdienst und wurde 1950 Lieutenant der Life Guards. Er durchlief eine Pilotenausbildung und wurde 1952 als Acting Pilot Officer in die Freiwillige Luftwaffenreserve RAFVR (Royal Air Force Volunteer Reserve) aufgenommen. Er studierte am Christ’s College der Cambridge University, wobei er 1955 den Abschluss eines Bachelor of Arts und 1959 den eines Master of Arts erwarb und wurde 1960 als Grundstücksmakler zugelassen. Er arbeitete als Zivilpilot und im internationalen Vertrieb eines Flugzeugherstellers.
Beim Tod seines Vaters am 24. Oktober 1960 erbte er dessen Ländereien in Irland sowie dessen Adelstitel als 6. Marquess of Headfort, 7. Earl of Bective, 7. Viscount Headfort, 7. Baron Headfort, 5. Baron Kenlis und 9. Baronet of Kells. Mit dem Titel Baron Kenlis war ein Sitz im britischen House of Lords verbunden. Er interessierte sich auch für irische Politik und kandidierte erfolglos für das irische Oberhaus (Seanad Éireann).
Infolge der Scheidung von seiner ersten Gattin 1969 musste er seinen Familiensitz Headfort House bei Kells im irischen County Meath sowie den wesentlichen Teil seiner Ländereien verkaufen. Er zog daraufhin nach Hongkong und schließlich auf die Philippinen, wo er seine 1972 zweite Gattin heiratete.
1987 hielt er seine letzte Rede im britischen Parlament, in der er die Leistungen der Anonymen Alkoholiker würdigte. Durch den House of Lords Act 1999, verlor er im November 1999 formell seinen britischen Parlamentssitz.
Er starb 2005 im Alter von 73 Jahren und wurde in Manila beigesetzt. Seine Adelstitel erbte sein Sohn.

## Ehen und Nachkommen
Er war zweimal verheiratet. In erster Ehe heiratete er 1958 Hon. Elizabeth Nall-Cain (1938–2017), Tochter des Arthur Nall-Cain, 2. Baron Brocket. Die Ehe wurde 1969 geschieden. In zweiter Ehe heiratete er 1972 Virginia Nable. Aus erster Ehe hatte er drei Kinder:
- Thomas Taylour, 7. Marquess of Headfort (* 1959);
- Lady Rosanagh Taylour (* 1961);
- Lady Olivia Taylour (* 1963).